# УСТ Дніпро (Байройт)
УСТ «Дніпро» (Українське Спортове Товариство «Верховина») — українське спортивне товариство з німецького міста Байройт.
Товариство засноване під назвою «СКОБ» 11 вересня 1945 року в таборі «Леопольд Касерне», в якому перебувало 1900 українців.  Нараховувало 171 члена. На зборах 18 жовтня 1945 року змінено назву на «Дніпро». Ініціятором створення товариства був студент Роман Кос, який виклав найбільше праці першого року.
3 вересня 1947 року з т-вом об'єдналося УСТ Дніпро (Бамберг) після перевезення їх табору. Ця злука дала приплив нових змагунів і організаторів та підсилила товариство. З того часу стали відомими в зоні не лише футбольна команда (яка грала в першості), але й баскетбольна дружина. 
Праця секцій:
- волейбол чоловіків — 36 ігор, участь в усіх обласних і зональних турнірах та в міждіпівському турнірі з участю 5 народів у вересні 1945 року (1-е місце);
- волейбол жінок — 40 ігор і участь в усіх обласних і зональних турнірах від осені 1945 року. Змагунки сестри Шумські і Заяць здобули першість зони в трійковому турнірі 1947 року. На міждіпівському турнірі (5 народів) 1945 року здобула 1-е місце;
- баскетбол чоловіків — почала діяти з приїздом бамбержців (Кульчицький і Роговський) та брала участь в усіх зональних турнірах;
- легкої атлетики — брала участь в 7 змаганнях, у т. ч. в обласному 1946 року, де зайняла 1-е місце, а на зональному 1946 року 5-е місце. На міждіпівських змаганнях 1945 року Барановський здобув 1-е місце у змаганнях зі стрибків у висоту (1.65 м) і Бурка в бігу на 1,5 км. Дні Фізичної Культури влаштовано в 1946 та 1947 роках;
- шахів — 5 змагань і 1 симультан проф. Богатирчука. Участь в обласному (1947 р.) і зональному (1946 р.) турнірах. У міждіпівському командному турнірі 1945 року також перше місце;
- настільного тенісу — 5 змагань;
- туристики — 3 краєзнавчі прогульки;
- футболу — 87 матчів, у т. ч. 37 з чужинцями. Першість області 1946 року та 2-е місце в зоні. В першому дивізіоні команда завжди була грізним противником, друга команда грала в обласній лізі. Секція організувала змагання областей 1946 року.
- культурно-освітної праці — уряджено 8 рефератів.